# Griffin Curteys
Griffin (Griffith) Curteys ou Curtis (em 1521 - 30 de novembro de 1587), de Bradenstoke, Wiltshire, foi um administrador de terras inglês, principalmente de Sir Henry Long, e membro do parlamento.
Ele foi um membro (MP) do Parlamento da Inglaterra por Calne em 1547, Westbury em outubro de 1553, em abril de 1554 e novembro de 1554, Malmesbury em 1558 e Ludgershall em 1563.